# Línea 715 (Mar del Plata)
La Línea 715 es una línea de colectivos del Partido de General Pueyrredón operado por la Empresa Batán S.A. Une la intersección de Garay y Sarmiento con Estación Chapadmalal y Batán.